# Список древнеримских цистерн
Список древнеримских цистерн представляет собой перечень водохранилищ, построенных в Римской и Византийской империях.
С греческого «цистерна» переводится как «водохранилище».
Цистерны с чистой водой зачастую сооружались в конце акведуков или их ответвлений для снабжения домашних хозяйств, сельских имений, имперских дворцов, терм и военно-морских баз римского флота.

## Турция

### Константинополь
При основании Нового Рима в 330 году император Константин I учёл необходимость снабжения города водой. Для этого в будущей столице Византийской империи было построено большое количество водохранилищ, куда вода поступала по водопроводу и акведукам (в основном по акведуку Валента). Несмотря на то, что подземные цистерны сооружались и в других городах Римской империи, только в Константинополе их стали отделывать как дворцы.
После захвата Константинополя османами в 1453 году многие цистерны были заброшены и забыты. Подземные резервуары пустовали, а наземные были оборудованы под огороды и сады. На 2013 год под Стамбулом было обнаружено более 40 подземных цистерн, из которых большинство до сих пор толком не исследованы. Наземные цистерны открытого типа превратились в парки, спортивные площадки и зоны отдыха.
| Изображение | Название               | Время создания (н. э.) | Снабжение       | Ширина (м) | Длина (м) | Высота строения (м) | Глубина (м) | Ёмкость (м³ воды) | Объём (м³) |
| ----------- | ---------------------- | ---------------------- | --------------- | ---------- | --------- | ------------------- | ----------- | ----------------- | ---------- |
|             | Цистерна Базилика      | IV—VI века             | Акведук Валента | 65         | 145       |                     | 9           | 80 000            |            |
|             | Цистерна Филоксена     | IV—VI века             | Акведук Валента | 56.4       | 64        |                     | 14—15       | 40 000            |            |
|             | Цистерна Феодосия      | 428—443 годы           | Акведук Валента | 25         | 45        |                     | 10          |                   | ≈11 250    |
|             | Цистерна Святого Мокия | V—VI века              | Акведук Валента | 147        | 170       | 10.5—15             |             | 0.26—0.37 млн     |            |
|             | Цистерна Аспара        | 459                    | Акведук Валента | 152        | 152       | ?                   |             | 22 0000           |            |
|             | Цистерна Аэция         | V—VI века              | Акведук Валента | 85         | 244       | 13—15               |             | 0.25—0.30 млн     |            |
|             | Евдомская цистерна     |                        | ?               | 76         | 127       |                     |             |                   |            |

### Мерсин (провинция)
| Изображение | Название           | Город   | Время создания (н. э.) | Снабжение | Ширина (м) | Длина (м) | Высота строения (м) | Глубина (м) | Ёмкость (м³ воды) | Объём (м³) |
| ----------- | ------------------ | ------- | ---------------------- | --------- | ---------- | --------- | ------------------- | ----------- | ----------------- | ---------- |
|             | Цистерна Аккале    | Кумкую  | IV век                 |           |            |           |                     |             |                   |            |
|             | Цистерна в Силифке | Силифке | IV—V века              |           | 23         | 46        |                     | 14          | 12 000            |            |

## Италия
Италия как ядро Римской империи испещрена подземными цистернами. Особо многочисленное их скопление наблюдается в окрестностях Неаполя, где находится одна из крупнейших систем акведуков в римском мире. Построенная во времена императора Августа, она нуждалась в большом количестве водохранилищ. Последние расположены в Кумах, Поццуоли, Мизено, Байи и на острове Капри. Древние цистерны присутствуют также в окрестностях Рима, в Фермо, на Сицилии и прочих местах.
| Изображение | Название                            | Город                  | Время создания          | Снабжение                          | Ширина (м) | Длина (м) | Высота строения (м) | Глубина (м) | Ёмкость (м³ воды) | Объём (м³) |
| ----------- | ----------------------------------- | ---------------------- | ----------------------- | ---------------------------------- | ---------- | --------- | ------------------- | ----------- | ----------------- | ---------- |
|             | Римские цистерны Фермо              | Фермо                  | I век до н. э.          | осадки                             | 30         | 70        | 6                   | 0,7         | 3 000             | 10 000     |
|             | Цистерны Альбано                    | Альбано-Лациале        | III век                 | Акведук Ченто Бокке                | 20         | 30        |                     |             |                   | 10 132     |
|             | Цистерна на улице Аурелио Саффи     | Альбано-Лациале        |                         | Акведук Ченто Бокке                | 30         | 4,16      |                     |             |                   |            |
|             | Малая цистерна виллы Домициана      | Альбано-Лациале        | 81—96 годы              | Верхний акведук в Малафитто        |            |           |                     |             |                   |            |
|             | Большая цистерна виллы Домициана    | Альбано-Лациале        | 81—96 годы              | Верхний акведук в Малафитто        | 123        | 10,95     |                     |             |                   |            |
|             | Цистерна Торлония                   | Кастель-Гандольфо      | II век                  | Нижний акведук в Малафитто         | 43.48      | 31.8      |                     |             |                   |            |
|             | Римская крипта                      | Кумы                   | 37 год до н. э.         | Аква Августа                       | 31         | 38        | 8                   | 3           | 2 100             | 5 300      |
|             | Бассейн Мирабилис                   | Мизено                 | 27—14 годы до н. э.     | Аква Августа                       | 25         | 66        | 10.3                | 7.5         | 10 700            | 14 300     |
|             | Пещера Драгонара                    | Мизено                 | 27—14 годы до н. э.     | осадки (?)                         | 70         | 72        | 9.5                 | 4.5         | 7 700             | 11 900     |
|             | Ченто Камерелле, верхний резервуар  | Мизено                 | II-I века до н. э.      | осадки                             | 18         | 23        | 7,8                 | 5,5         | 2 000             | 2 450      |
|             | Ченто Камерелле, нижний резервуар   | Мизено                 | II-I века до н. э.      | осадки                             | 2          | 160       | 4                   | 3           | 960               | 1 100      |
|             | Ченто Камерелле                     | Поццуоли               | II-I века до н. э.      | Кампанийский акведук (?)           | 7          | 70        | 5,2                 | 2           | 850               | 2 000      |
|             | Бассейн Кардито, северный резервуар | Поццуоли               | II век                  | Кампанийский акведук               | 8          | 34        | 0 (?)               | 1,3         | 350               |            |
|             | Бассейн Кардито, южный резервуар    | Поццуоли               | II век                  | Кампанийский акведук               | 16         | 55        | 6                   | 4,5         | 4 000             | 5 300      |
|             | Бассейн Лушано                      | Поццуоли               | II век                  | Аква Августа                       | 25         | 27        | 6,5                 | 4           | 2 700             | 4 400      |
|             | Тоннельная цистерна                 | Байи                   | около 550 года до н. э. | осадки                             | 3,5        | 300       | 3                   | 2           | 2 100             | 2 800      |
|             | Цистерны виллы Йовис                | Капри                  | 27 год н. э.            | осадки                             |            |           |                     |             |                   |            |
|             | Botte dell’acqua                    | Санта-Мария-ди-Ликодия |                         | источник, питающий фонтан Чебурино |            |           |                     |             |                   |            |
|             | Ninfeo dei Benedettini              | Катания                |                         | Акведук в Катании                  |            |           |                     |             |                   |            |

## Другие места
Подземные водохранилища сооружались также и в других провинциях Римской империи, в том числе и в таких отдалённых, как Сирия.
| Изображение | Название                      | Город и страна      | Время создания (н. э.) | Снабжение      | Ширина (м) | Длина (м) | Высота строения (м) | Глубина (м) | Ёмкость (м³ воды) | Объём (м³) |
| ----------- | ----------------------------- | ------------------- | ---------------------- | -------------- | ---------- | --------- | ------------------- | ----------- | ----------------- | ---------- |
|             | Римские цистерны в Моласильос | Моласильос, Испания | I век                  | осадки         | 7          | 11        |                     |             |                   |            |
|             | Римские цистерны в Монтурке   | Монтурке, Испания   |                        |                |            |           |                     |             | 850               |            |
|             | Айн-Мизеб                     | Дугга, Тунис        | IV век                 | акведук        |            |           |                     |             | 9 000             |            |
|             | Айн-Эль-Хаммам                | Дугга, Тунис        | IV век                 | акведук        |            |           |                     |             | 6 000             |            |
|             | Римские цистерны в Ла-Мальга  | Тунис, Тунис        |                        | Акведук Загуан | 127        | 102       |                     | 7           | 60 000            |            |
|             | Цистерна древней Канаты       | Эль-Канават, Сирия  |                        |                |            |           |                     |             |                   |            |